# Нидернхаузен
Нидернхаузен (њем. Niedernhausen) општина је у њемачкој савезној држави Хесен. Једно је од 17 општинских средишта округа Рајнгау-Таунус. Према процјени из 2010. у општини је живјело 14.534 становника. Посједује регионалну шифру (AGS) 6439011.

## Географски и демографски подаци
Нидернхаузен се налази у савезној држави Хесен у округу Рајнгау-Таунус. Општина се налази на надморској висини од 254–592 метра. Површина општине износи 35,3 km². У самом мјесту је, према процјени из 2010. године, живјело 14.534 становника. Просјечна густина становништва износи 412 становника/km².

## Међународна сарадња
| Мјесто  | Држава  | Врста сарадње | Од    |
| ------- | ------- | ------------- | ----- |
| Вилрајк | Белгија | партнерство   | 1980. |
| Извор   |         |               |       |